# Islas Rata
Las islas Rata (del inglés: Rat Islands) son un grupo de pequeñas islas de Estados Unidos localizadas en la parte central del archipiélago de las islas Aleutianas. Administrativamente, pertenecen al Área censal de las Aleutianas Occidentales del estado de Alaska.
Las islas se encuentran ubicadas entre las islas Buldir y el grupo de las islas Near, al oeste, y el paso Amchitka y el grupo de las islas Andreanof al este.
Las islas más grandes del grupo son, de oeste a este, Kiska, Pequeña Kiska, Segula, Rata o Kryssei, Khvostof, Davidof, Pequeña Sitkin, Amchitka, y Semisopochnoi. La superficie total de tierra de las islas Rata es 934,594 km². Ninguna de las islas se encuentra habitada.
El nombre de Rat Islands es la traducción inglesa del nombre dado a las islas por el Capitán Fyodor Petrovich Litke en 1827, cuando visitó las Aleutianas en su viaje alrededor del mundo.
Las islas Rata son muy propicias a sufrir terremotos, dado que se encuentran localizadas en la frontera entre las placas tectónicas del Pacífico y Norteamericana. El 3 de febrero de 1965 hubo un gran terremoto de 8,7 en la escala Richter que produjo un tsunami de más de 10 metros de altura.